# Карауари

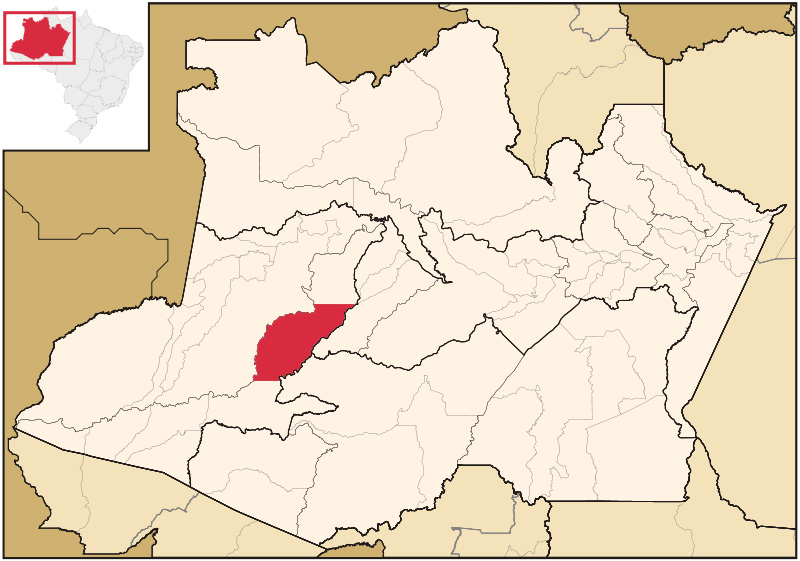
Карауари на карте штата.

Карауари (порт. Carauari) — муниципалитет в Бразилии. входит в штат Амазонас. Составная часть мезорегиона Юго-запад штата Амазонас. Входит в экономико-статистический микрорегион Журуа, который входит в Юго-запад штата Амазонас. Население составляет 25 774 человек на 2010 год. Занимает площадь 25 778,658 км². Плотность населения — 1,00 чел./км².

## Границы
Муниципалитет граничит:
- на севере —  муниципалитет Журуа
- на востоке —  муниципалитет Тефе
- на юго-востоке —  муниципалитет Тапауа
- на юге —  муниципалитет Итамарати
- на западе —  муниципалитет Жутаи

## Демография
Согласно сведениям, собранным в ходе переписи 2010 г. Национальным институтом географии и статистики (IBGE), население муниципалитета составляет:
| Полное население                               | Полное население                               | Полное население                               | Полное население                               | 30 864 |
| ---------------------------------------------- | ---------------------------------------------- | ---------------------------------------------- | ---------------------------------------------- | ------ |
| в том числе:                                   | Городское население                            | 21 774                                         | Процент городского населения, %                | 76,60  |
|                                                | Сельское население                             | 9030                                           | Процент сельского населения, %                 | 23,40  |
|                                                | Мужское население                              | 17 259                                         | Процент мужского населения, %                  | 51,44  |
|                                                | Женское население                              | 15 515                                         | Процент женского населения, %                  | 48,56  |
| Плотность населения, чел/км²                   | Плотность населения, чел/км²                   | Плотность населения, чел/км²                   | Плотность населения, чел/км²                   | 1,00   |
| Население муниципалитета в % к населению штата | Население муниципалитета в % к населению штата | Население муниципалитета в % к населению штата | Население муниципалитета в % к населению штата | 0,74   |

По данным оценки 2015 года, население муниципалитета составляет 34 094 жителей.

## Статистика
- Валовой внутренний продукт на 2004 год составляет 53 060 000 реалов (данные: Бразильский институт географии и статистики).
- Валовой внутренний продукт на душу населения составляет 2021 реалов (данные: Бразильский институт географии и статистики).

## Важнейшие населенные пункты
| № | Населённый пункт | Населённый пункт (порт.) | Категория | Население чел. (2010) | На карте                       |
| - | ---------------- | ------------------------ | --------- | --------------------- | ------------------------------ |
| 1 | Карауари         | Carauari                 | город     | 19 744                | 4°52′51″ ю. ш. 66°54′01″ з. д. |
| 2 | Роки             | Roque                    | поселок   | 509                   | 5°05′21″ ю. ш. 67°12′21″ з. д. |
| 3 | Игарапе-да-Роса  | Igarapé da Roça          | поселок   | 458                   | 4°54′13″ ю. ш. 66°54′19″ з. д. |